# Daruszentmiklós
Daruszentmiklós là một thị trấn thuộc hạt Fejér, Hungary. Thị trấn này có diện tích 19,12 km², dân số năm 2010 là 1598 người, mật độ 84 người/km².